# Northern Cambria
Northern Cambria är en kommun av typen borough i Cambria County i Pennsylvania. Vid 2010 års folkräkning hade Northern Cambria 3 835 invånare.